# Поццо, Гвидо
Гвидо Поццо (итал. Guido Pozzo, (род. 26 декабря 1951, Триест, Италия) — итальянский куриальный прелат и сановник. Секретарь Папской Комиссии Ecclesia Dei с 8 июля 2009 по 3 ноября 2012 и с 3 августа 2013 по 19 января 2019. Титулярный архиепископ Баньореджо с 3 ноября 2012. Великий элемозинарий с 3 ноября 2012 по 3 августа 2013. Суперинтендант экономики Папской Сикстинской музыкальной капеллы с 19 января 2019.

## Ранние годы, образование и священство
Гвидо Поццо родился 26 декабря 1951 года недалеко от Триеста, в Италии. Поццо поступил в Almo Collegio Capranica (Колледжо Капрраника) в 1970 году. Затем Гвидо отправился в Рим, чтобы учиться в Папском Григорианском университете, где он получил степень бакалавра в области философии, лиценциат в догматическом богословия и доктора богословия.
24 сентября 1977 года он был рукоположён в священники епархии Триеста.

## На работе в Конгрегации доктрины веры
В 1987 году он стал сотрудником Конгрегации доктрины веры и таким образом стал хорошо известен тогдашнему префекту Конгрегации — Йозефу Ратцингеру, который впоследствии стал Папой Бенедиктом XVI. 
Поццо был назначен Папой Иоанном Павлом II Почётным прелатом Его Святейшества 21 ноября 2004 года. 
Выдающийся богослов, Поццо также является профессором в Папском Латеранском университете и был адъюнкт-секретарём Международной теологической комиссии в 2003—2009 годах. 
Папа Бенедикт XVI назначил Поццо секретарём Папской Комиссии Ecclesia Dei 8 июля 2009 года, в день публикации motu proprio Ecclesiae unitatem, в котором Папа вплотную связал комиссию с Конгрегацией доктрины веры, в результате чего префект Конгрегации стал также председателем Комиссии.

## Переговоры со Священническим братством Святого Пия X
Монсеньор Поццо возглавлял переговоры, которые, начиная с 26 октября 2009 года, богословы Святого Престола проводили с представителями Священнического братства святого Пия X в надежде на решение доктринальных различий между ними.

## Великий элемозинарий
3 ноября 2012 года монсеньор Гвидо Поццо был назначен раздатчиком милостыни Его Святейшества и в то же время титулярным архиепископом Баньореджо. Поццо был рукоположён в епископа 17 ноября 2012 года, ординацию возглавлял кардинал Тарчизио Бертоне, которому помогали соконсекраторы архиепископ Герхард Людвиг Мюллер — префект Конгрегации доктрины веры и Джампаоло Крепальди — епископ-архиепископ Триеста.
3 августа 2013 года папой Франциском был вновь назначен секретарём Папской Комиссии Ecclesia Dei.
19 января 2019 года Гвидо Поццо был назначен суперинтендантом экономики Папской Сикстинской музыкальной капеллы.